# Неф (город в Германии)
Неф (нем. Neef) — община в Германии, в земле Рейнланд-Пфальц.
Входит в состав района Кохем-Целль. Подчиняется управлению Целль (Мозель). Население составляет 469 человек (на 31 декабря 2010 года). Занимает площадь 6,51 км².

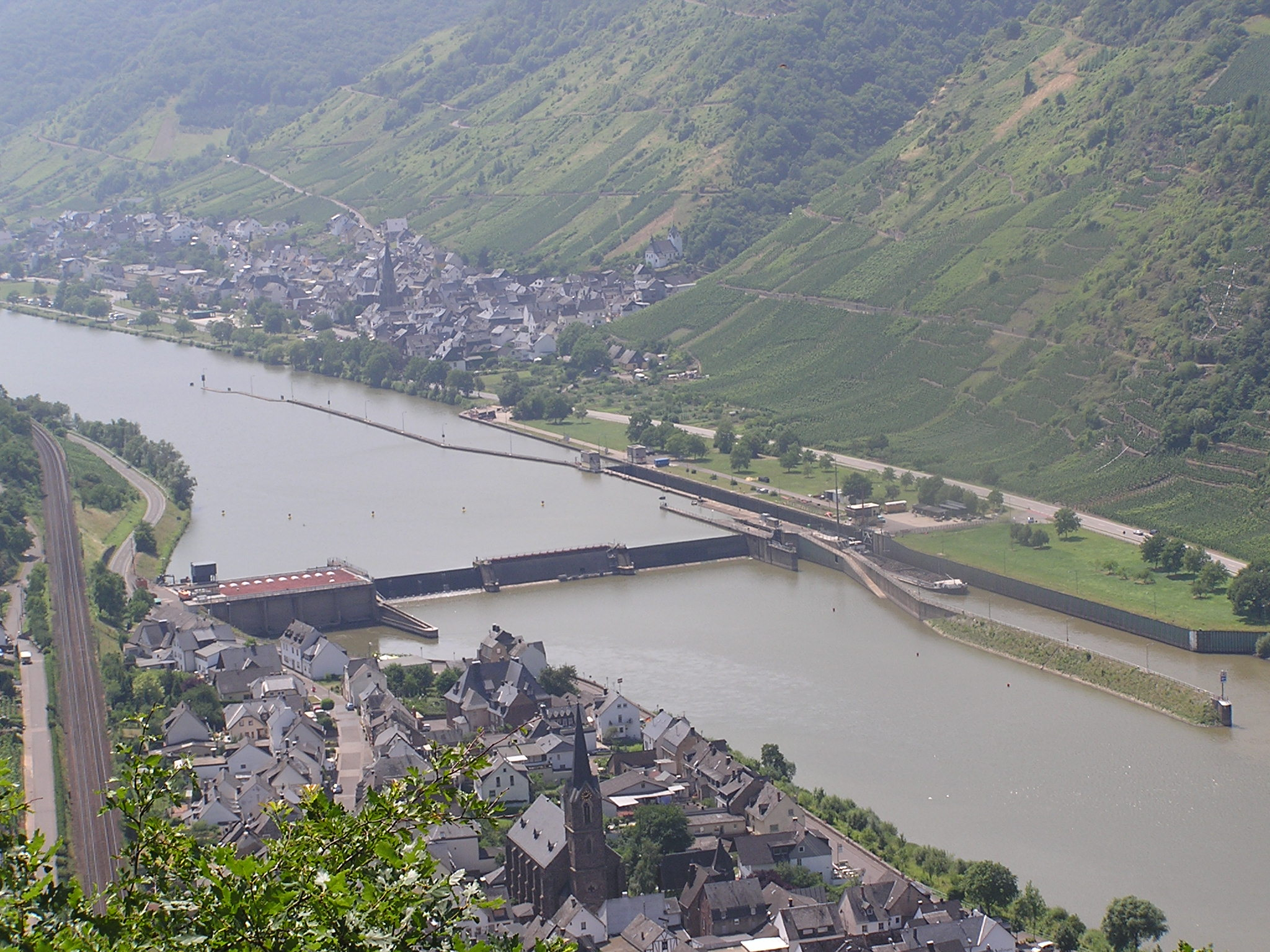
Неф